# Violetgaai
De violetgaai (Cyanocorax violaceus) is een zangvogel uit de familie van de kraaien (Corvidae).

## Verspreiding en leefgebied
Deze soort komt voor in Venezuela en het westelijk Amazonebekken en telt twee ondersoorten:
- C. v. pallidus: noordelijk Venezuela.
- C. v. violaceus: het westelijk Amazonebekken.

## Status
De grootte van de populatie is niet gekwantificeerd maar de soort wordt omschreven als vrij algemeen. Op de Rode lijst van de IUCN heeft deze soort de status niet bedreigd.